# Вітебська державна академія ветеринарної медицини
Вітебська ордена «Знак Пошани» державна академія ветеринарної медицини (біл. Віцебская дзяржаўная акадэмія ветэрынарнай медыцыны) — вищий навчальний заклад, розташований у місті Вітебську, Республіка Білорусь.

## Історія
До 1 жовтня 1994 року даний навчальний заклад був відомий як Вітебський ордена «Знак Пошани» ветеринарний інститут імені Жовтневої революції.
У 1996 році на факультеті ветеринарної медицини запроваджено 2 спеціалізації: ветеринарно-санітарна експертиза та токсикологія, в 1997 році — ветеринарна бактеріологія, а в 1998 році — ветеринарна гінекологія та біотехніка розмноження, з 2001 року — вивчення хвороб птахів, риб і бджіл.
За час свого існування (1924—2011 роки) у даному ВНЗ здобули вищу освіту понад 30 тис. фахівців у галузі ветеринарії.

## Структура закладу
До складу навчального закладу входять: 5 факультетів, 28 кафедр, аграрний коледж, філії в містах Річиця (Гомельська область) і Пінськ, науково-дослідний інститут прикладної ветеринарної медицини та біотехнології, Республіканська лабораторія інформаційних технологій. Сьогодні в академії працюють 171 кандидат наук, 23 доктора наук.

## Факультети

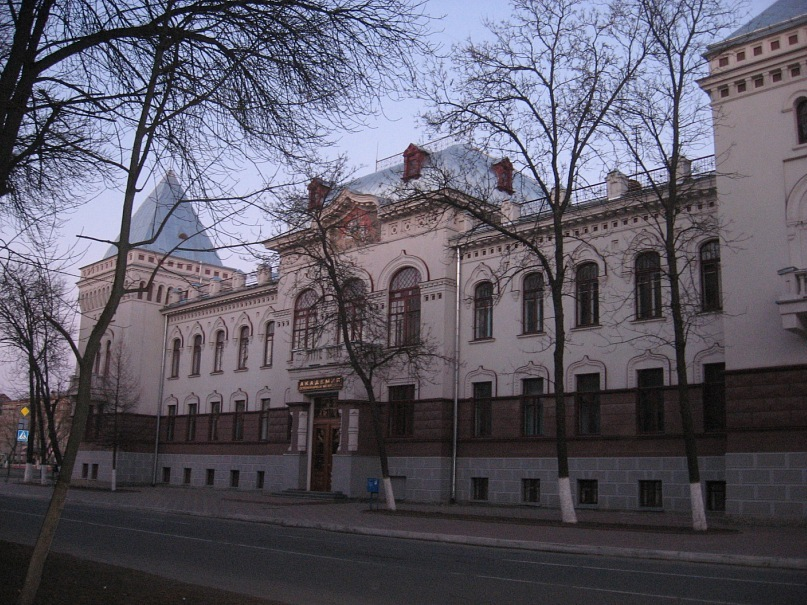
Головний корпус ВДАВМ

У складі академії функціонують 5 факультетів:
- Ветеринарної медицини[6] — провідний підрозділ академії. До його складу входять 18 кафедр, 7 клінік, віварій, ветеринарна лікарня. Навчальний процес забезпечують також 10 кафедр біотехнологічного факультету. Первинна клінічна підготовка студентів ведеться на практичних заняттях із використанням за навчальний рік близько 650—700 хворих тварин, прийнятих на стаціонарне лікування, і 1500—1800 — на амбулаторне.
- Біотехнологічний[7] факультет функціонує з 1933 року. Основною його виробничою базою є підпорядковані господарства, племінні підприємства області, тваринницькі комплекси. Головні структурні підрозділи факультету — 10 кафедр. З 1996 року на факультеті відкрито спеціалізацію племінна справа. У 2008 році введено дві нові спеціальності: ветеринарна санітарна експертиза та ветеринарна фармація.
- Заочного навчання[8] — відкритий у 1959 році і включає в себе 2 відділення: ветеринарне і зоотехнічне. На факультеті заочного навчання підготовлено понад 6000 фахівців з вищою освітою, в тому числі понад 3500 ветеринарних лікарів і понад 2000 зоотехніків. У 1994 році за рішенням Верховної Ради Республіки Білорусь заочна форма навчання за спеціальністю «Ветеринарна медицина» була закрита, а з 1998 року знову відкрита.
- Підвищення кваліфікації[9] — створено в 1966 році. Основним його завданням є підвищення кваліфікації та перепідготовка фахівців ветеринарного і зоотехнічного профілю. Навчальні плани містять новітні досягнення ветеринарної та зоотехнічної науки, що дає можливість спрямувати навчальний процес на вивчення оптимальних варіантів виробництва тваринницької продукції.
- Довузівської підготовки[10]

## Кафедри академії
- Акушерства, гінекології та біотехнології розмноження тварин
- Анатомії тварин
- Хвороб дрібних тварин і птахів
- Внутрішніх незаразних хвороб тварин
- Ветеринарно-санітарної експертизи[11]
- Генетики і розведення сільськогосподарських тварин
- Гігієни тварин
- Зоології
- Іноземних мов
- Клінічної діагностики
- Комп'ютерної освіти
- Годування сільськогосподарських тварин[12]
- Виробництва кормів[13]
- Мікробіології та вірусології[14]
- Нормальної та патологічної фізіології[15]
- Загальної, місцевої та оперативної хірургії[16]
- Паразитології та інвазійних хвороб[17]
- Патологічної анатомії та гістології[18]
- Радіології та біофізики[19]
- Технології виробництва продукції та механізації тваринництва[20]
- Фармакології і токсикології[21]
- Фізичного виховання та спорту[22]
- Філософії і політології[23]
- Хімії[24]
- Приватного тваринництва[25]
- Економіки та організації сільськогосподарського виробництва[26]
- Економічної теорії та історії[27]
- Епізоотології та інфекційних хвороб[28]

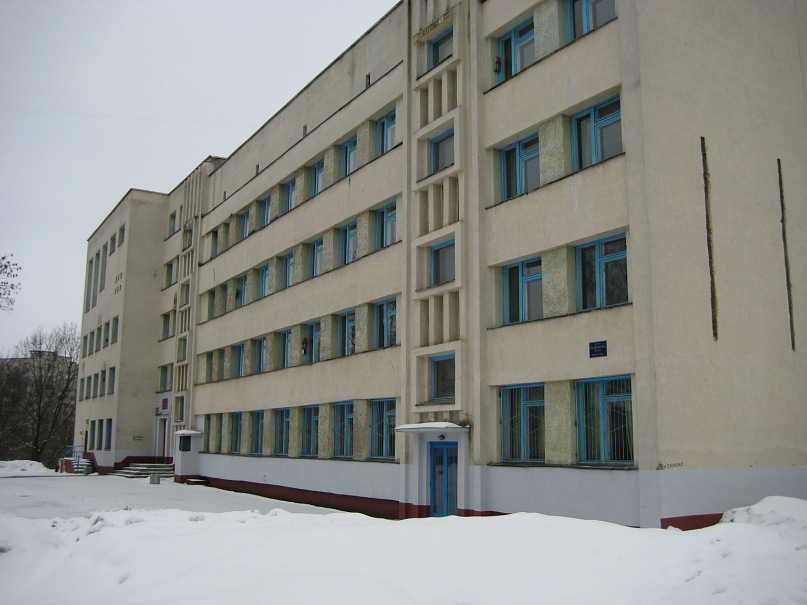
Факультет підвищення кваліфікації

## Наукова та педагогічна діяльність
На даний час в академії працюють 355 викладачів, серед них 190 кандидатів наук і 26 докторів наук. Всього в академії за очною та заочною формами навчається понад 5 500 студентів. На факультеті підвищення кваліфікації [Архівовано 16 квітня 2020 у Wayback Machine.] та перепідготовки кадрів фахівці агропромислового комплексу підвищують свій професійний рівень, а також проходять професійну перепідготовку за дев'ятьма спеціальностями ветеринарного профілю.

## Досягнення
Протягом останніх трьох років вченими академії створено 140 ветеринарних препаратів, розроблено понад 150 рекомендацій та інструкцій, отримано понад 30 патентів, захищено 28 дисертацій, з яких 1 докторська. Щорічно академія значними накладами видає понад 140 найменувань друкованої продукції — підручники, навчальні посібники, монографії та довідники.